# FK Podrinje Janja
Fudbalski klub Podrinje (FK Podrinje; Podrinje; Podrinje Janja, srpski ФК Подриње Јања) je nogometni klub iz Janje, grad Bijeljina, Republika Srpska, Bosna i Hercegovina. 
 
U sezoni 2018./19. klub se natječe u ""Prvoj ligi Republike Srpske", ligi drugog stupnja nogometnog prvenstva Bosne i Hercegovine.

## O klubu
Osnivačka skupština "FK Podrinje" je održana 2. kolovoza 1927. godine. Kao glavni osnivači i financijeri se navode Vaso Petrović, braća Milan i Luka Petrović te Meho Spajić. Igralište je bilo na lokaciji "Savića Bara", dok je na današnjol lokaciji – "Poloj" od 1946. godine. U početku je klub koristio crvene dresove s crnim prugama, a kasnije glavna boja kluba postaje plava. 
 
Do 1941. godine, odnosno početka Drugog svjetskog rata, klub igra utakmice uglavnom s klubovima iz susjednih mjesta i gradova, kao što su Bijeljina, Zvornik, Loznica, itd. 
 
Po završetku rata, klub se obnavlja, kada otvara novo igralište. Od sredine 1950.-ih počinje i s redovnim nastupima u okviru podsaveza iz Brčkoga. 1969. postaje član "Sjeveroistočne zonske lige BiH", tada lige trećeg stupnja u Jugoslaviji, ali nastupa samo jednu sezonu, te se vraća u "Podrućnu ligu Brčko. U sezoni 1982./83. je prvak "Regionalne lige – Sjever", ali se ne uspijeva plasirati u "Republičku ligu Bosne i Hercegovine". 
 
Zbog rata u BiH, u travnju 1992. godine dolazi do prestanka rada kluba, te progonstv većinskog muslimanskog stanovništva. Rad kluba se obnavlja u sezoni 1995./96., od strane novopridošlih srpskih naseljenika u Janju, te klub počinje s natjecanjem u "Trećoj ligi RS – Semberija, Majevica i Birač". Sljedećih godina dolazi do većeg povratka Bošnjaka, te od 2002. godine preuzimaju klub. Do 2010. godine klub je član "Druge lige RS" ili "Treće lige RS – Bijeljina". Od 2010. godine su članovi "1. lige RS", uz izuzetak sezone 2015./16.

## Uspjesi
- Prva liga Republike Srpske 
  - doprvaci: 2013./14., 2016./17.
- Druga liga Republike Srpske – Istok 
  - prvaci: 2015./16.
- Regionalna liga BiH – Sjever 
  - prvak: 1982./83.

## Poznati igrači
- Savo Milošević

## Unutrašnje poveznice
- Janja

## Vanjske poveznice
- fk-podrinje.com, wayback arhiva
- sportdc.net, FK Podrinje Janja
- srbijasport.net, FK Podrinje Janja
- soccerway.com, FK Podrinje Janja
- globalsportsarchive.com, FK Podrinje Janja
- transfermarkt.com, FK Podrinje Janja
- sportsport.ba, FK Podrinje